# John Henry Faulk
Pour les articles homonymes, voir Faulk.
John Henry Faulk (né le 21 août 1913 et mort le 9 avril 1990 à Austin,Texas) est un journaliste, raconteur d'anecdotes et animateur radio américain. Il est notamment connu pour le procès qu'il intenta à l’Aware, Incorporated — organisation maccarthyste des années 1950 dans le milieu du spectacle, qui avait accusé Faulk de pro-communisme en raison de son opposition à la fraction maccarthyste du syndicat des artistes, l'AFTRA.

## Biographie

### Parcours professionnel
John Faulk entre à l'Université du Texas en 1932, où la rédaction de sa thèse l'amène à étudier les sermons afro-américains dans des églises proches de la Brazos river, qui le convainquent de la ségrégation civique dont les minorités étaient victimes.
Après avoir enseigné l'anglais à l'université, il participe à la Seconde Guerre mondiale, où il sert successivement dans l'US Merchant Marine (marine marchande qui sert d'auxiliaire de l'US Navy en temps de guerre), la Croix-Rouge américaine au Caire et, à la fin de la guerre, au Camp Swift de l'armée, au Texas.
Son talent oratoire l'amène en avril 1946 à WCBS où Faulk anime pendant un an une émission de radio hebdomadaire, Johnny's Front Porch. Il continue ensuite sa carrière radiophonique et, à partir de décembre 1951, anime, toujours pour cette même radio WCBS, The John Henry Faulk Show, une émission mêlant musique et politique, à laquelle participent les auditeurs.

### En lutte contre le maccarthysme
En 1955, il s'oppose à la fraction maccarthyste du syndicat des artistes, l'AFTRA (« American Federation of Television and Radio Artists »), dont il était le vice-président. Ceci conduisit l’AWARE, Incorporated, un groupe de censure contre la gauche, à l'accuser de pro-communisme et à le placer sur la liste noire du cinéma.
Il est licencié en 1956 par CBS et ne parvint pas à retrouver d'emploi. Découvrant l'ostracisme dont il était victime, il intente un procès à l’AWARE, Inc. Dans sa démarche, il est soutenu par de nombreuses personnalités, telles que Edward R. Murrow, vice-président de CBS, dont l'aide financière permit d'engager l'avocat Louis Nizer. La défense d'AWARE fut conduite notamment par Roy Cohn, conseiller du « McCarthy committee ».
Le procès, qui débute en 1957, dure 5 ans. Le 28 juin 1962, Faulk obtient gain de cause et se voit attribuer 3,5 millions de dollars de dommages-intérêts. Le jugement d'appel réévalue la somme à 500 000 USD. Malgré sa victoire, Faulk n'est pas réemployé par CBS.
Il écrit alors un livre à partir de son histoire, Fear on Trial, publié en 1963 et adapté à la télévision par CBS en 1974. En hommage, le chanteur Phil Ochs écrit en 1963 The Ballad of John Henry Faulk.

### La suite de sa carrière
En mai 1963, Faulk anime l'émission de Westinghouse Studios intitulée Folk songs and more folk songs, qui retrace l'histoire de l'Amérique au travers de ses chansons populaires. De 1975 à 1980, il apparaît sporadiquement dans l'émission de télévision Hee-Haw, puis écrit des pièces de théâtre : Deep in the Heart et Pear Orchard, Texas. En 1983, il se présente et fait campagne pour un siège au Congrès, mais n'est pas élu. Sous l'égide de l'Université du Texas, il tient ensuite dans les universités américaines des conférences sur l'importance des droits civiques.

## Publications
- Fear on Trial, University of Texas Press, 1983  (ISBN 029272442X)
- The Uncensored John Henry Faulk, Texas Monthly Press, 1985  (ISBN 0877190135)
- To secure the blessings of liberty, University of Texas Press, 1987  (ISBN 0292780958)